# Lavendel

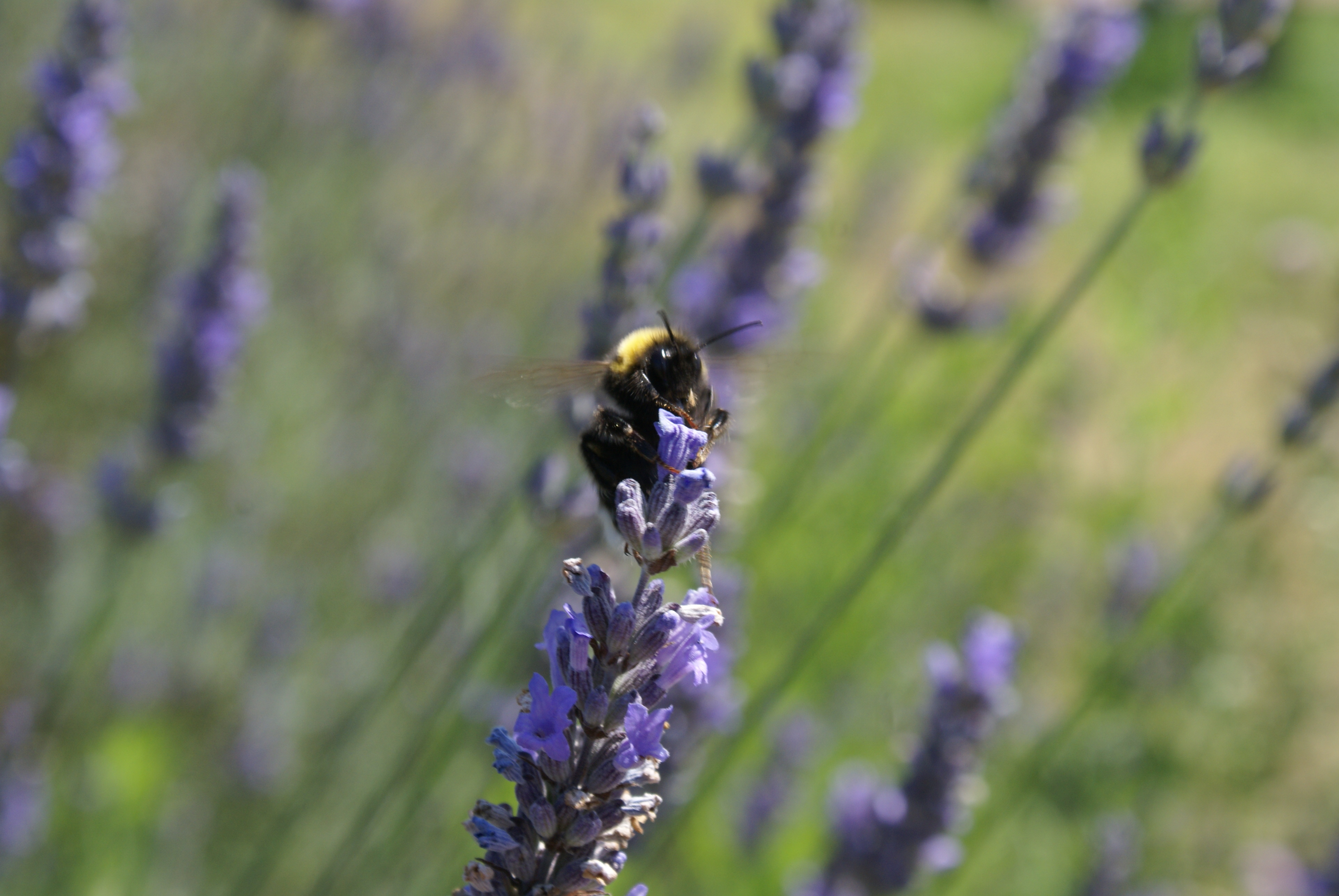
Aardhommel op lavendel

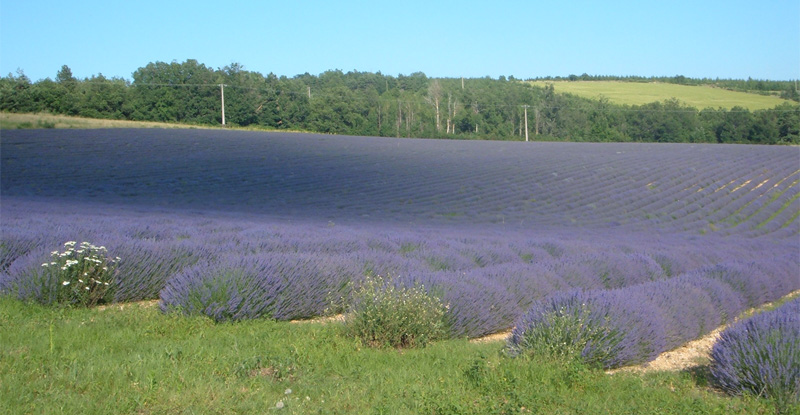
Lavendelplantage in de Provence

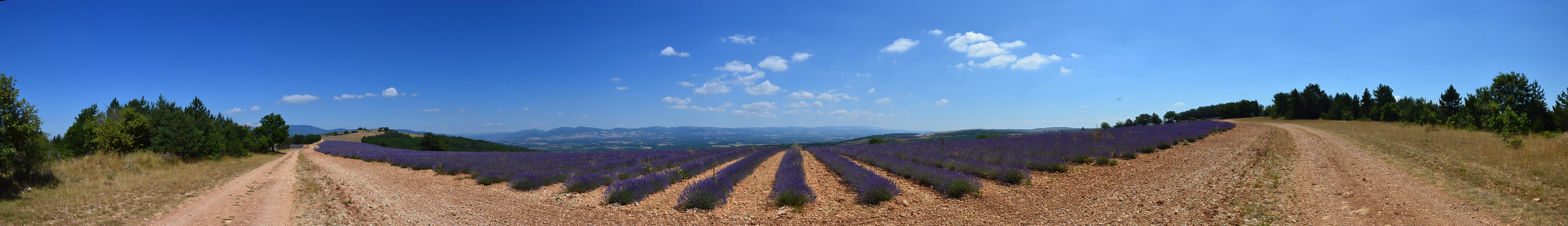
Lavendelvelden ten zuiden van Sault, Vaucluse

Lavendel (Lavandula) is een geslacht van dwergstruiken (chamefyten) uit de lipbloemenfamilie (Lamiaceae). Lavendelsoorten worden aangeplant in tuinen omwille van de paarse kleur en de geur van de bloemen.
De dwergstruiken worden niet hoger dan een meter en niet breder dan een halve meter. De bloeiwijzen zijn eivormig en kunnen tot wel acht centimeter lang worden. Lavendelsoorten worden ook als sierplant gebruikt.

## Gebruik

### Aromatisch
Lavendel wordt gekweekt vanwege de lavendelolie die geëxtraheerd kan worden uit de paarse bloemen. Deze olie wordt als geurstof gebruikt in cosmetica, zoals zeep en parfum. Daarnaast wordt lavendelolie bijvoorbeeld gebruikt in de aromatherapie. Ook kunnen lavendelkorrels in zakjes in kledingkasten worden gelegd. De kleren worden zo geparfumeerd door de verdampende etherische olie en volgens sommigen worden zo motten geweerd. Daarnaast worden de lavendelbloemen in potpourri's verwerkt.

### Culinair
Lavendel wordt in de keuken gebruikt. Zo vormen de bloeiwijzen een ingrediënt van Provençaalse kruiden. De bloeiwijzen worden, al dan niet gedroogd, gebruikt om allerlei producten op smaak te brengen zoals Franse kazen of groenten zoals wortels en tomaten.
Andere producten op basis van het kruid zijn: lavendelthee en lavendelstroop. Deze stroop wordt onder andere in gebak en pralines verwerkt.
Ook bestaat lavendelhoning waarbij wordt gezorgd dat honingbijen alleen met lavendel in aanraking komen.

### Medisch
Inwendig kan lavendel worden toegepast als theeaftreksel en uitwendig in de vorm van aromatherapie. Lavendel heeft een rustgevende en verlichtende werking. De etherische olie van lavendel kan worden gebruikt als antisepticum.
Hildegard van Bingen (1098-1179) beval lavendel aan in een elixer bij hoest: "Als iemand Speik-lavendel (drie lepels) in wijn (één liter) kookt en vaak lauwwarm drinkt, verzacht hij lever-long-lijden, mildert het doffe gevoel in zijn borst en zorgt voor een scherp verstand (scientia) en een heldere combinatie-gave (ingenium). Wie geen wijn heeft, kookt hem in water en voegt honig toe." (Causae et Curae, 1150). Verder schreef ze in haar boek Physica dat, wanneer iemand die veel luizen heeft aan lavendel ruikt, de luizen zouden doodgaan.

## Verspreiding
Vooral de Provence staat bekend om de lavendelteelt. Meestal gaat het om kruisingen met een hoge concentratie aan etherische oliën zoals de veel aangeplante cultivar L. ×intermedia 'Grosso'. Ook Kroatië kent een rijke traditie in de lavendelteelt. In Nederland en België komt lavendel niet van nature voor.

## Verzorging
Lavendelstruiken dienen (afhankelijk van de soort) 30 centimeter uit elkaar geplant te worden. Om verhouting te voorkomen, waarbij de lavendel in een massieve struik met dikke takken verandert, dient deze wel tweemaal per jaar gesnoeid te worden. Doet men dit niet, dan zal deze steeds dikkere takken krijgen waarbij de struik aan de onderkant geen bloemen meer zal bevatten.
De eerste snoei vindt plaats in de tweede helft van maart. Hierbij kan de plant tot 15 cm boven de grond worden gesnoeid. Hierna groeien er snel nieuwe twijgen naar boven waar weer bloemen aan komen.
De tweede keer vindt plaats na de bloei (augustus tot oktober). Deze keer moeten alleen de bloemen verwijderd worden. De plant mag dus niet kort gesnoeid worden aangezien deze de winter dan niet zal overleven.

## Insecten
De bloemen worden vooral bezocht door hommels en koolwitjes. De bloemen worden in de avond ook wel bezocht door de kolibrievlinder. Deze kan stilstaan voor een bloem, net als een echte kolibrie.
Muggen houden niet van  de geur van Lavendel, het houdt hen goed op afstand. 

## Soorten
| Soorten - L. angustifolia (echte lavendel) - L. antineae - L. aristibracteata - L. bipinnata - L. bramwellii - L. buchii - L. canariensis - L. citriodora - L. coronopifolia - L. dentata (tandlavendel) - L. lanata - L. latifolia (spijklavendel) - L. mairei - L. maroccana - L. multifida - L. minutolii - L. pedunculata - L. pinnata - L. pubescens - L. rejdalii - L. rotundifolia - L. saharica - L. stoechas (kuiflavendel) - L. subnuda - L. tenuisecta - L. viridis (groene lavendel) | Hybriden - L. angustifolia ×lanata - L. mairei ×multifida - L. ×allardii (dentata × latifolia) - L. ×alportelensis (stoechas × viridis) - L. ×cadevallii (pedunculata × stoechas) - L. ×chaytorae (angustifolia × lanata) - L. ×christiania(pinnata × canariensis) - L. ×ginginsii (dentata × lanata) - L. ×heterophylla (angustifolia × dentata) - L. ×intermedia (angustifolia × latifolia) (lavandin) - L. ×limae (pedunculata × viridis) - L. ×murbeckiana (maroccana × multifida) |

... · 
Ajuga (Zenegroen) · 
Anisomeles · 
Ballota (Ballote) · 
Basilicum · 
Cleonia · 
Clinopodium (Steentijm) · 
Dasymalla · 
Galeopsis (Hennepnetel) · 
Glechoma · 
Haplostachys · 
Hemiandra · 
Hyssopus · 
Lagochilus · 
Lamiastrum · 
Lamium (Dovenetel) · 
Lavandula (Lavendel) · 
Leonurus · 
Lycopus · 
Marrubium · 
Melissa (Melisse) · 
Mentha (Munt) · 
Nepeta (Kattenkruid) · 
Ocimum (Basilicum) · 
Origanum (Marjolein) · 
Perovskia · 
Phlomis · 
Prunella (Brunel) · 
Renschia · 
Rosmarinus · 
Salvia (Salie) · 
Satureja (Bonenkruid) · 
Scutellaria (Glidkruid) · 
Stachys (Andoorn) · 
Teucrium (Gamander) · 
Thymus (Tijm) · 
Vitex · 
Westringia · 
...